# IFUA Horváth & Partners
Az IFUA Horváth & Partners Kft. vezetési tanácsadó cég, tagja a stuttgarti központú Horváth csoportnak, amely Németországban 6, Olaszországban és az Egyesült Arab Emírségekben 2-2, Ausztriában, Magyarországon, Romániában, Svájcban, Szaúd-Arábiában és az Amerikai Egyesült Államokban 1-1 irodával működik. A Horváth csoport 2006-ban csatlakozott a független tanácsadó cégekből álló Cordence Worldwide (korábban Highland Worldwide) hálózathoz, amelynek révén elérhetősége további 40 irodával bővül világszerte. A több mint 1000 alkalmazottal rendelkező cégcsoport budapesti irodáját, az IFUA Horváth & Partners Vezetési és Informatikai Tanácsadó Kft-t 1989-ben alapították. Fő szakterületei: vállalatirányítás, teljesítményjavítás, stratégiai menedzsment, vezetői információs rendszerek (BI, CPM) tervezése és implementálása, kontrolling, folyamatmenedzsment, szervezetalakítás, informatika.

## Cégtörténet
A Horváth & Partners menedzsment tanácsadó céget 1981 októberében alapította Stuttgartban Horváth Péter, Erich Zahn és Hans-Georg Winderlich, eredetileg IFUA Institut für Unternehmensanalysen (IFUA vállalatelemző intézet) néven. Néhány év múlva a cég nemzetközi csoporttá bővült, Budapesten 1989-ben nyílt meg a helyi iroda.
Az 1989-ben bejegyzett budapesti céget Horváth Péter mellett Reinhold Mayer, a németországi cég egyik vezetője, Dobák Miklós, a Budapesti Közgazdaságtudományi Egyetem (mai nevén Budapesti Corvinus Egyetem) Vezetési és Szervezési tanszékének vezetője, és Radó István, a Pannonplast akkori kontrolling főosztályvezetője alapította.
2000-ben a cégcsoport partnerei – mint menedzsmentholdingot – megalapították a Horváth AG-t. Ekkor Horváth Péter, addigi ügyvezető és a partnerekből álló vezetői kör elnöke átadta az irányítást addigi partnereinek, s előbb a felügyelőbizottság elnöke, majd tagja lett. 2022-ben lemondott felügyelőbizottsági tagságáról, ekkor a testület tiszteletbeli elnökévé választották.
A nemzetközi cég 2021-ben röviden Horváthra változtatta a nevét, mert a piacon már addig is úgy emlegették őket, mint "a Horváthok" (németül "Die Horváths"). A magyar tagvállalat neve akkor IFUA Horváthra rövidült.

## A cég névadó alapítója
Horváth Péter 1937-ben született Sopronban. 1956-ban elhagyta Magyarországot, november 9-én a zöldhatáron átgyalogolt Ausztriába. Onnan Németországba ment, ahol előbb 1962-ben az Aacheni Egyetemen szerzett gépészmérnöki diplomát, majd 1965-ben Münchenben végzett mérnök-közgazdászként. Tanársegéd lett az egyetemen, fokozatosan emelkedett a tudományos ranglétrán, 1973-ban habilitált. 1975-ben a Darmstadti Egyetemen lett professzor. 1981-ben a Stuttgarti Egyetem kontrolling tanszékének vezetőjévé nevezték ki. Ugyanebben az évben megalapította stratégiai és menedzsment tanácsadó cégét, az IFUA Consultingot (az IFUA betűszó az Institut für Unternehmensanalysen, azaz vállalatelemző intézet rövidítése), amelyet később átkereszteltek a Horváth & Partners névre.
Horváth Péter díszdoktor a Budapesti Corvinus Egyetemen, a soproni Nyugat-magyarországi Egyetemen, a németországi European Business Schoolon és az észtországi Tartui Egyetemen. Több száz cikk és számos szakkönyv szerzője. 2001-ben stuttgarti székhellyel alapítványt hozott létre a magyar-német kulturális, tudományos és menedzsment kapcsolatok fejlesztésére. Ilyen irányú erőfeszítéseit 2006-ban Pro Cultura Hungarica díjjal ismerte el a magyar állam. 2013-ban a magyarországi közgazdaság-tudományi kutatás és oktatás, valamint a magyar–német gazdasági kapcsolatok fejlesztéséért és a magyar kultúra németországi bemutatása és terjesztése érdekében végzett tevékenysége elismeréseként A Magyar Érdemrend középkeresztje kitüntetést kapta.
2013-ban évi nettó 6000 euró támogatással járó irodalmi ösztöndíjat hozott létre fiatal magyar alkotók megsegítésére. Támogatja az IFUA Nonprofit Partner Közhasznú Nonprofit Kft.-t is, amely civil szervezeteknek nyújt ingyen menedzsment tanácsadást. Alapítványa, a Péter-Horváth-Stiftung a Nemzetközi Kontroller Szövetséggel (Internationaler Controller Verein, ICV) közösen ítéli oda a 10000 eurós Zöld Kontrolling Díjat (Green-Controlling-Preis). Tagja volt a Stuttgarti Irodalmi Házban (Literaturhaus Stuttgart) működő „Gazdasági Klub" elnökségének és a Festspielhaus Baden-Baden támogatói kör elnökségének is.
2002-ben a vállalati működés vizsgálatára kutatóintézetet alapított International Performance Research Institute (IPRI) néven. A kutatóintézet 50 százalékát 2014-ben az Ulmi Egyetemnek adományozta. A Stuttgarti Egyetemen 2005 óta volt emeritus professzor. Szerkesztője volt a "Controlling", a "Wissenschaftsmanagement" és a Familienunternehmen und Strategie" (Családi vállalatok és stratégia) szakfolyóiratoknak. Horváth Péter 2022. június 4-én hunyt el Stuttgartban.

## Tevékenység
Az IFUA Horváth itthon a korszerű controlling ismeretek meghonosítójának számít. Fő profilja a vállalatirányítás és a vállalati teljesítményjavítás.

## Budapesti Menedzsment és Controlling Fórum
1989-ben stuttgarti mintára Horváth Péter magyarországi munkatársaival megrendezte az első Budapesti Controlling Fórumot, amelyet azóta minden évben megtartanak. Tartalma 2005-től általánosabb menedzsment témákkal bővült, ennek megfelelően a neve Budapesti Menedzsment és Controlling Fórumra változott.

## Controlling Akadémia
Az IFUA Horváth 1993 óta évente legalább kétszer elindítja a Controlling Akadémia kurzust. Az oktatást a St. Gallen Hochschule keretein belül működtetett Institut für Wirtschaftspädagogik által lefolytatott eljárás eredményeként az International Group of Controlling 2004-ben akkreditálta, majd 2008-ban újra akkreditálta. A képzést 2003 óta vizsga zárja le, az eredményesen vizsgázó hallgatók tanúsító oklevelet kapnak.
- Publikációk – Az IFUA Horváth gondozásában megjelent, illetve az IFUA Horváth munkatársai által írt könyvek
- Robert N. Anthony – Vijay Govindarajan Menedzsmentkontroll-rendszerek Panem kiadó – IFUA Horváth & Partners Budapest, 2009
- IFUA Horváth & Partners Balanced Scorecard a gyakorlatban IFUA Horváth & Partners Budapest, 2008
- Horváth & Partners Controlling Complex – IFUA Horváth & Partners Budapest, 2008
- David Osborne – Peter Hutchinson A kormányzás ára Hatékonyabb közszolgáltatások megszorítások idején Alinea Kiadó – IFUA Horváth & Partners Budapest, 2006
- IFUA Horváth & Partners Folyamatmenedzsment a gyakorlatban IFUA Horváth & Partners Budapest, 2006
- Albrecht Deyhle A controller praxisa I.-II. IFUA Horváth & Partners Budapest, 2005
- IGC – International Group of Controlling Controlling értelmező szótár IFUA Horváth & Partners Budapest, 2004
- Robert S. Kaplan; David P. Norton A stratégiaközpontú szervezet Panem – IFUA Horváth & Partners Budapest, 2002
- Rolf Bühner – Dobák Miklós – Tari Ernő Vállalatcsoportok AULA Kiadó Kft. Budapest, 2002
- R. S. Kaplan – R. Cooper Költség & Hatás Panem – IFUA Horváth & Partners Budapest, 2001
- Dobák Miklós Szervezeti formák és vezetés KJK-KERSZÖV Budapest, 2001
- Robert S. Kaplan; David P. Norton Balanced ScoreCard KJK-Kerszöv – IFUA Horváth & Partners Budapest, 2000
- Antal-Mokos Zoltán – Balaton Károly – Drótos György – Tari Ernő Stratégia és szervezet KJK-KERSZÖV Budapest, 2000
- Székely Ákos Pénzügyek a vezető szemével – Mezőgazdasági vállalkozások vezetése a XXI. században IFUA Horváth & Partners Budapest, 2017

## Magyar nyelvű források
- Az IFUA Horváth & Partners honlapja
- BBJ Listák Könyve
- Az IFUA Nonprofit Partner honlapja
- A NEFMI sajtóközleménye  Archiválva 2020. szeptember 19-i dátummal a Wayback Machine-ben
- Interjú Horváth Péterrel a Heti Válaszban  Archiválva 2010. június 9-i dátummal a Wayback Machine-ben
- A kilátáselmélet gyakorlata – Manager Magazin 2012. február
- A köztársasági elnök 313/2013. (VI. 26.) KE határozata kitüntetés adományozásáról, Magyar Közlöny 2013., 107. szám 62608. oldal
- A Horváth Péter Irodalmi Ösztöndíj első nyertese a Litera irodalmi portálon
- A kontrollingpápa – Forbes Magazin 2014. március
- Ettől tűnik okosabbnak az ember – Forbes Magazin 2014. szeptember

## Német nyelvű források
- A Horváth & Partners honlapja
- A Péter Horváth-Stiftung
- A Haufe kiadó megemlékezése Horváth Péter 75. születésnapján
- Az Internationaler Controller Verein honlapja
- Sajtóközlemény a Zöld Kontrolling díj átadásáról  Archiválva 2016. október 16-i dátummal a Wayback Machine-ben
- A Stuttgarti Egyetem honlapja Horváth Péterről
- Az International Performance Research Institute honlapja
- A német Controlling szakfolyóirat
- A Literaturhaus Stuttgart gazdasági klubja
- A Südwest Presse tudósítása az IPRI 50 százalékának adományozásáról az Ulmi Egyetemnek  Archiválva 2015. szeptember 24-i dátummal a Wayback Machine-ben
- Horváth Péter életrajza  Archiválva 2013. július 31-i dátummal a Wayback Machine-ben
- Sajtóközlemény Horváth Péter 80. születésnapja alkalmából

## Angol nyelvű források
- A Cordence Worldwide honlapja